# Lego City

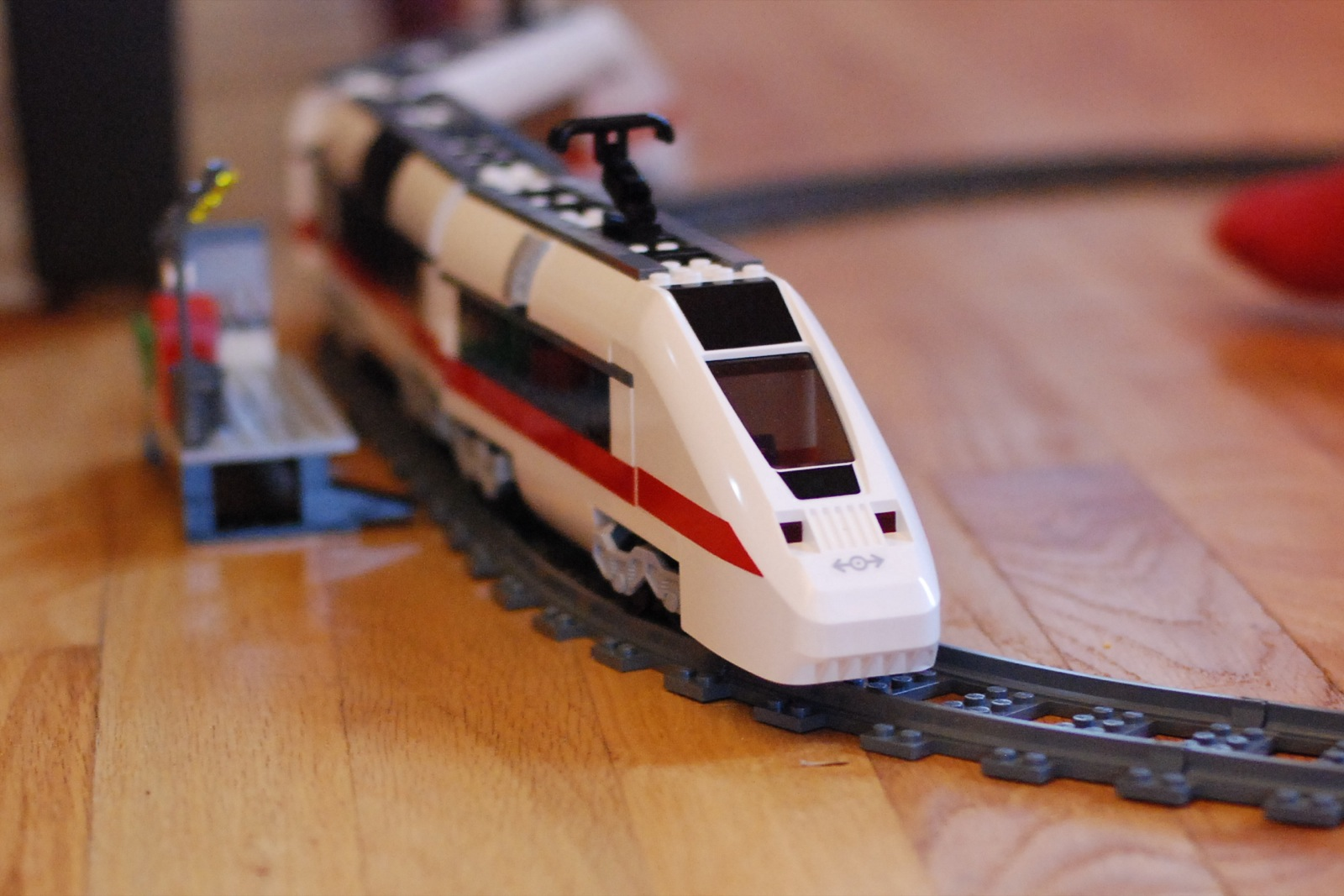
LEGO 7897 Městský osobní vlak - Rok Výroby 2006

LEGO City je jeden z produktů společnosti LEGO Group, který se začal prodávat v roce 1978 původně pod názvem Lego town, později pod názvy LegoLand a World City. Jde o několik samostatně zakoupitelných dětských stavebnic lega (hasičská zbrojnice, policejní stanice, městské nároží, nádraží, letiště, benzínová pumpa apod.), které lze libovolně kombinovat a sestavovat tak originální urbanizační celky. Produkt tímto způsobem rozvíjí dětskou fantazii a zároveň je nenásilnou formou socializuje do městského životního stylu.

## Stavebnice

### Arktida
V lego City se poprvé objevilo v roce 2014 a následně v roce 2018.  

#### 2014
| Název                            | Obrázek | Číslo  | Cena |
| -------------------------------- | ------- | ------ | ---- |
| Polární skútr                    |         | 60032  | -    |
| Polární ledolam                  |         | 60033  | -    |
| Polární helikoptéra (heli-jeřáb) |         | 60034  | -    |
| Polární hlídka                   |         | 60035  | -    |
| Polární základní tábor           |         | 60036  | -    |
| Polární ledoborec                |         | 60062  | -    |
| Zásobovací letoun                |         | 60064  | -    |
| Polární sada                     |         | 850932 | -    |

#### 2018
| Název                      | Obrázek | Číslo | Cena |
| -------------------------- | ------- | ----- | ---- |
| Polární sněžný kluzák      |         | 60190 |      |
| Průzkumní polární tým      |         | 60191 |      |
| Polární pásové vozidlo     |         | 60192 |      |
| Polární letiště            |         | 60193 |      |
| Průzkumní polární vozidlo  |         | 60194 |      |
| Mobilní polární stanice    |         | 60195 |      |
| Polární zásobovací letadlo |         | 60196 |      |

### Přeprava

#### 2007-2008
| Název                              | Obrázek | Číslo | Cena |
| ---------------------------------- | ------- | ----- | ---- |
| Jeřáb na kontejnery                |         | 7992  |      |
| Přístav                            |         | 7994  |      |
| Poštovní vůz                       |         | 7731  |      |
| Letecká pošta                      |         | 7732  |      |
| Nákladní vůz a vysokozdvižný vozík |         | 7733  |      |
| Nákladní letadlo                   |         | 7734  |      |

#### 2013
| Název             | Obrázek | Číslo | Cena |
| ----------------- | ------- | ----- | ---- |
| Kamion            |         | 60020 |      |
| Nákladní letadlo  |         | 60021 |      |
| Nákladní terminál |         | 60022 |      |

### Pobřežní hlídka/stráž

#### 2008
| Název                                    | Obrázek | Číslo | Cena |
| ---------------------------------------- | ------- | ----- | ---- |
| Platforma                                |         | 4210  |      |
| Pobřežní stráž                           |         | 4898  |      |
| Kajak pobřežní stráže                    |         | 5621  |      |
| Motorka pobřežní stráže                  |         | 5626  |      |
| Vůz pobřežní stráže se záchranným člunem |         | 7726  |      |
| Čtyřkolka pobřežní stráže                |         | 7736  |      |
| Skútr pobřežní stráže                    |         | 7737  |      |
| Vrtulník a záchranný člun                |         | 7738  |      |
| Hlídkový člun a věž                      |         | 7739  |      |

#### 2013
| Název                  | Obrázek | Číslo | Cena |
| ---------------------- | ------- | ----- | ---- |
| Záchrana surfaře       |         | 60011 |      |
| Džíp a potápěčský člun |         | 60012 |      |
| Helikoptéra/vrtulník   |         | 60013 |      |
| Pobřežní hlídka        |         | 60014 |      |
| Letadlo                |         | 60015 |      |

#### 2017
| Název                            | Obrázek | Číslo | Cena |
| -------------------------------- | ------- | ----- | ---- |
| Začátečnická sada                |         | 60163 |      |
| Záchranářský hydroplán           |         | 60164 |      |
| Vozidlo zásahové jednotky        |         | 60165 |      |
| Výkonná záchranářská helykoptéra |         | 60166 |      |
| Základna pobřežní hlídky         |         | 60167 |      |
| Záchrana plachetnice             |         | 60168 |      |

### Průzkumníci hlubinného moře

#### 2015
| Název                                        | Obrázek | Číslo | Cena |
| -------------------------------------------- | ------- | ----- | ---- |
| Potápěčský hlubinný skútr                    |         | 60090 |      |
| Hlubinný mořský výzkum: startovací sada      |         | 60091 |      |
| Hlubinná ponorka                             |         | 60092 |      |
| Vrtulník pro hlubinný mořský výzkum          |         | 60093 |      |
| Plavidlo pro hlubinný mořský výzkum          |         | 60095 |      |
| Operační základna pro hlubinný mořský výzkum |         | 60096 |      |

### Výstavba

#### 2006
| Název                   | Obrázek | Číslo | Cena |
| ----------------------- | ------- | ----- | ---- |
| Stavební jeřáb          |         | 7905  |      |
| Kamion pro těžký náklad |         | 7900  |      |
|                         |         |       |      |

#### 2007
| Název              | Obrázek | Číslo | Cena |
| ------------------ | ------- | ----- | ---- |
| Těžký nákladní vůz |         | 7998  |      |
| Míchačka           |         | 7990  |      |
|                    |         |       |      |

#### 2008
| Název              | Obrázek | Číslo | Cena |
| ------------------ | ------- | ----- | ---- |
| Stavbař a míchačka |         | 5610  |      |
| Metař              |         | 5620  |      |
| Mini buldozer      |         | 5627  |      |

#### 2009
| Název                    | Obrázek | Číslo | Cena |
| ------------------------ | ------- | ----- | ---- |
| Mini válec               |         | 30003 |      |
| Nakladač                 |         | 5642  |      |
| Válec                    |         | 7746  |      |
| Buldozer                 |         | 7685  |      |
| Nakladač s čelní radlicí |         | 7630  |      |
| Sklápěčka                |         | 7631  |      |
| Pásový jeřáb             |         | 7632  |      |
| Stavba                   |         | 7633  |      |
| Těžební sklápěčka        |         | 7344  |      |
| Pojízdný jeřáb           |         | 7249  |      |
| Bagr                     |         | 7248  |      |
| Mini bagr                |         | 7246  |      |
| Staveniště               |         | 7243  |      |

#### 2013
| Název    | Obrázek | Číslo | Cena |
| -------- | ------- | ----- | ---- |
| Míchačka |         | 60018 |      |
|          |         |       |      |
|          |         |       |      |

#### 2014
| Název          | Obrázek | Číslo | Cena |
| -------------- | ------- | ----- | ---- |
| Opravovací vůz |         | 30229 |      |
|                |         |       |      |
|                |         |       |      |

#### 2015
| Název                     | Obrázek | Číslo | Cena |
| ------------------------- | ------- | ----- | ---- |
| Demoliční startovací sada |         | 60072 |      |
| Servisní vozík            |         | 60073 |      |
| Buldozer                  |         | 60074 |      |
| Rypadlo a kamion          |         | 60075 |      |
| Demoliční sada            |         | 60076 |      |

### Ambulance

#### 2005
| Název     | Obrázek | Číslo | Cena |
| --------- | ------- | ----- | ---- |
| Záchranář |         | 7267  |      |
|           |         |       |      |
|           |         |       |      |

#### 2006
| Název                 | Obrázek | Číslo | Cena |
| --------------------- | ------- | ----- | ---- |
| Lékařské auto         |         | 7902  |      |
| Sanitka               |         | 7890  |      |
| Záchranářský vrtulník |         | 7902  |      |
| Nemocnice             |         | 7892  |      |

#### 2007
| Název             | Obrázek | Číslo | Cena |
| ----------------- | ------- | ----- | ---- |
| Záchranné letadlo |         | 2064  |      |
| Doktor a pacient  |         | 4936  |      |
|                   |         |       |      |

#### 2009
| Název          | Obrázek | Číslo | Cena |
| -------------- | ------- | ----- | ---- |
| Doktorské auto |         | 30000 |      |
|                |         |       |      |
|                |         |       |      |

#### 2012
| Název                 | Obrázek | Číslo | Cena |
| --------------------- | ------- | ----- | ---- |
| Záchranná helikoptéra |         | 4429  |      |
|                       |         |       |      |
|                       |         |       |      |

### Farma

#### 2008-2010
| Název                           | Obrázek | Číslo | Cena |
| ------------------------------- | ------- | ----- | ---- |
| Mini traktor                    |         | 4899  |      |
| Traktor                         |         | 7634  |      |
| Terénní vůz s přívěsem pro koně |         | 7635  |      |
| Kombajn                         |         | 7636  |      |
| Farma                           |         | 7637  |      |
| Vepřín a traktor                |         | 7684  |      |
| Farmář                          |         | 7566  |      |